# Bulle d'or de Rieti
Pour les articles homonymes, voir Rieti (homonymie).
La bulle Pietati proximum est une bulle pontificale promulguée à Rieti en août 1234 par laquelle le pape Grégoire IX place les territoires conquis par les chevaliers teutoniques « in jus et proprietatem beati Petri » , c'est-à-dire « sous le droit et la propriété de Saint- Pierre », autrement dit sous la seule autorité du Saint-Siège.